# ウェス・モンゴメリー
ウェス・モンゴメリー（英: Wes Montgomery、本名：ジョン・レスリー・モンゴメリー、英: John Leslie Montgomery、1923年3月6日 - 1968年6月15日）は、アメリカ合衆国のジャズ・ギタリスト。オクターブ奏法で一世を風靡した。ジャズをコマーシャリズムのツールと考えたクリード・テイラーによって、即興を控えるよう要求されたと言われる。ウェスは、オクターブ奏法で一世を風靡し、ジョージ・ベンソンらに影響を与えた。

## 経歴
1923年3月6日、ウェス・モンゴメリーはインディアナ州インディアナポリスに生まれる。彼の"ウェス"というあだ名は、彼のミドルネームであるレスリーを短縮したものと言われている。彼の生まれた一家は音楽一家で、兄のモンクはウッドベース、エレクトリックベースの演奏家、弟のバディはヴィブラフォン、ピアノの演奏家である。彼らは「モンゴメリー・ブラザーズ」として、数枚のアルバムを共に制作している。
ウェス・モンゴメリーがギターの練習を始めたのは彼が20歳の時でその演奏技術は、彼自身の耳を介した独学で、チャーリー・クリスチャンの演奏を研究することで磨き上げられた。1948年の7月から1950年の1月までライオネル・ハンプトンの楽団に参加するも、その後、故郷のインディアナポリスに戻り、1950年代は、昼は仕事を持ち、夜にライブハウスで演奏する生活を続ける。また、この頃に兄弟のモンクとバディと共にパシフィック・ジャズ・レーベルでレコーディングを行っている。
1959年、リバーサイド・レコードと契約。1960年、アルバム『The Incredible Jazz Guitar of Wes Montgomery』を発表、彼の名がジャズ界に知れ渡るようになった。
ジョー・パスとは相互に影響を与え合った。その後も、ハード・バップのスタイルでライブ・アルバム『フルハウス』などの作品をリリースしていたが、1967年に『ア・デイ・イン・ザ・ライフ』でイージーリスニング路線に転向、セールス面でも成功した。だが、クリード・テイラーの売れるジャズ・レコードをつくれとの要求には、ウェスもビル・エヴァンスも閉口し、エヴァンスはテイラーとの関係を断ち切ったと伝えられた。
1968年6月15日、インディアナ州・インディアナポリスにて死去。45歳没。死因は心臓発作とされている。2023年3月6日、生誕100周年を迎えた。
ギター演奏のスタイルとしては、ウェスは親指1本でピッキングを行なうのが、最大の特徴だった。彼は主に重ね合わせたトライアドとアルペジオを、自身のサウンドの中心において演奏した。
チャーリー・クリスチャンによって初めてエレキ・ギターでの単音弾きのソロがジャズに持ち込まれたが、ウェスはそのスタイルを大幅に進化・成熟させて、ジャズ・ギターの礎を築いた。彼はアンプを使用し、親指のピッキング奏法の利点を生かすことに成功した。それまでアクセント的に使われるだけだったオクターブ奏法を多用し、ジャズ・ギターの代名詞とも言える奏法に発展させた。ギターのシングル・ノートはもちろんのこと、ダイナミックなコード奏法を織り交ぜたスタイルは、後進のジャズ･ギタリストに影響を与えた。使用楽器としては、ウェスの使用していたギブソン(Gibson)のギター、L5-CESには一弦側のカッタウェイ部分にハート型のインレイが施されていたのが特徴的で、彼の晩年までの愛器となった。1997年に、ウェス・モンゴメリー・モデルとして、本人が使用していたギターを精密に再現したギターが、ギブソン・カスタムショップによって25台限定で製造販売された。

## ディスコグラフィ

### リーダー・アルバム
- 『ザ・ウェス・モンゴメリー・トリオ』 - The Wes Montgomery Trio (1959年、Riverside)
- 『インクレディブル・ジャズ・ギター』 - The Incredible Jazz Guitar of Wes Montgomery (1960年、Riverside)
- 『ムーヴィン・アロング』 - Movin' Along (1960年、Riverside)
- 『ソー・マッチ・ギター!』 - So Much Guitar (1961年、Riverside)
- 『バグス・ミーツ・ウェス』 - Bags Meets Wes! (1962年、Riverside) ※with ミルト・ジャクソン
- 『フル・ハウス』 - Full House (1962年、Riverside)
- 『ギター・オン・ザ・ゴー』 - Guitar on the Go (1963年、Riverside)
- 『ボス・ギター』 - Boss Guitar (1963年、Riverside)
- 『フュージョン!』 - Fusion! Wes Montgomery with Strings (1963年、Riverside)
- 『ムーヴィン・ウェス』 - Movin' Wes (1964年、Verve)
- 『バンピン』 - Bumpin'  (1965年、Verve)
- 『ハーフ・ノートのウェス・モンゴメリーとウィントン・ケリー』 - Smokin' at the Half Note (1965年、Verve) ※with ウィントン・ケリー
- 『ゴーイン・アウト・オブ・マイ・ヘッド』 - Goin' Out of My Head (1965年、Verve)
- 『ポートレイト・オブ・ウェス』 - Portrait of Wes (1966年、Riverside)
- 『夢のカリフォルニア』 - California Dreaming (1966年、Verve)
- 『テキーラ』 - Tequila (1966年、Verve)
- 『ダイナミック・デュオ』 - Jimmy & Wes: The Dynamic Duo (1966年、Verve) ※with ジミー・スミス
- 『ア・デイ・イン・ザ・ライフ』 - A Day in the Life (1967年、A&M)
- 『新たなる冒険』 - Further Adventures of Jimmy and Wes (1968年、Verve) ※with ジミー・スミス
- 『ダウン・ヒア・オン・ザ・グラウンド』 - Down Here on the Ground (1968年、A&M)
- 『ロード・ソング』 - Road Song (1968年、A&M)[6][7]
- 『ウィロウ・ウィープ・フォー・ミー』 - Willow Weep for Me (1969年、Verve)
- The Alternative Wes Montgomery (1982年、Milestone)
- Far Wes (1990年、Capitol) ※コンピレーション
- Fingerpickin' (1996年、Capitol) ※コンピレーション
- 『エコーズ・オブ・インディアナ・アヴェニュー』 - Echoes of Indiana Avenue (2012年、Resonance)
- 『イン・ザ・ビギニング～アーリー・レコーディングス・フロム1949-1958』 - In the Beginning (2015年、Resonance)
- 『ワン・ナイト・イン・インディ』 - One Night in Indy (2016年、Resonance)
- 『BBC「ジャズ625」+5-1965』 - BBC "Jazz 625" + 5 - 1965 (2017年、SSJ)
- 『スモーキン・イン・シアトル - ライヴ・アット・ザ・ペントハウス1966』 - Smokin' in Seattle (2017年、Resonance)
- 『イン・パリ - ザ・ディフィニティヴ・ORTF・レコーディング』 - In Paris: The Definitive ORTF Recording (2017年、Resonance)[6][7]

With バディ・モンゴメリー & モンク・モンゴメリー
- The Montgomery Brothers and 5 Others (1958年、Pacific Jazz)
- 『キスメット』 - Kismet (1958年、World Pacific) ※ザ・マスターサウンズ名義
- 『モンゴメリーランド』 - Montgomeryland (1960年、Pacific Jazz)
- The Montgomery Brothers (1960年、Fantasy)
- 『ジョージ・シアリング・アンド・ザ・モンゴメリー・ブラザーズ』 - George Shearing and the Montgomery Brothers (1961年、Jazzland)
- 『ザ・モンゴメリー・ブラザーズ・イン・カナダ』 - The Montgomery Brothers in Canada (1961年、Fantasy)
- 『グルーヴ・ヤード』 - Groove Yard (1961年、Riverside)

### 参加アルバム
- ジョン・ヘンドリックス : A Good Git-Together (1959年、Pacific Jazz)
- キャノンボール・アダレイ : 『キャノンボール・アダレイ・アンド・ザ・ポール・ウィナーズ』 - Cannonball Adderley and the Poll-Winners (1960年、Riverside)
- ナット・アダレイ : 『ワーク・ソング』 - Work Song (1960年、Riverside)
- ハロルド・ランド : 『ウエスト・コースト・ブルース!』 - West Coast Blues! (1960年、Jazzland)